# Іспанський варіант
«Іспанський варіант» — радянський фільм  Еріка Лаціса, знятий за однойменним романом  Юліана Семенова у 1980 році.

## Сюжет
Кінець 1930-х років, йде громадянська війна в Іспанії. У небі над Іспанією вже літають чорні «Мессершмітти». Латвійський журналіст-антифашист, який працює на радянську розвідку, з метою отримати технічні дані «Мессершмітта», входить у вищі кола німецької розвідки. Переконавшись в надтаємності документації, розвідник наважується на викрадення літака…

## У ролях
- Яніс Плесумс —  Ян Пальма
- Мірдза Мартінсоне —  Мері Пейдж
- Улдіс Лієлдіджс —  Уго Лерст
- Паул Буткевич —  Вольф
- Ромуальдас Раманаускас —  Хаген
- Улдіс Думпіс —  Вальтер Шульц
- Всеволод Сафонов —  начальник радянської розвідки
- Харій Лієпіньш —  группенфюрер Дуфнер
- Антанас Габренас —  генерал Гортон
- Арво Круусемент —  Йоахім фон Ріббентроп
- Хельмут Зоммер —  лорд Редсдейл
- Віктор Павловський —  міністр Хордана
- Анатолій Азо —  співробітник радянської розвідки
- Павло Кашлаков —  співробітник радянської розвідки
- Валерій Ольшанський —  співробітник радянської розвідки

## Знімальна група
- Сценарій:  Юліан Семенов
- Режисер: Ерік Лаціс
- Оператор: Давіс Сіманіс
- Композитор: Раймонд Паулс
- Художник: Дайліс Рожлапа